# 國本真吾
國本 真吾（くにもと しんご、1977年 - ）は、日本の特別支援教育の教育学者。鳥取短期大学教授。専門は障害児教育学、特別ニーズ教育学、教育福祉論。全国専攻科（特別ニーズ教育）研究会会長。

## 略歴
鳥取県鳥取市生まれ。1996年、鳥取県立鳥取東高等学校卒業。2000年、鳥取大学教育学部卒業。2002年、鳥取大学大学院教育学研究科障害児教育専攻修士課程修了、鳥取短期大学助手。2005年、講師。2010年、准教授。2019年、教授。大学評価学会第8回田中昌人記念学会賞受賞。

## 著書
- 『ミットレーベン〜故郷・鳥取での最期の講義』第14回全国障がい者芸術・文化祭とっとり大会実行委員会 2014年（糸賀一雄講義録、編者）[5]
- 『障害児学習実践記録―知的障害児・自閉症児の発話とコトバ』合同出版 2019年（山田優一郎との共著）
- 『糸賀一雄研究の新展開　ひとと生まれて人間となる』三学出版 2021年（渡部昭男・垂髪あかりとの共編著）
- 『障害のある若者と学ぶ「科学」「社会」―気候変動、感染症、豪雨災害』クリエイツかもがわ 2022年（共著）
- 『ライフワイドの視点で築く学びと育ちー障害のある子ども・青年の自分づくりと自分みがき』日本標準 2023年（単著）